# Hedley (musikgrupp)

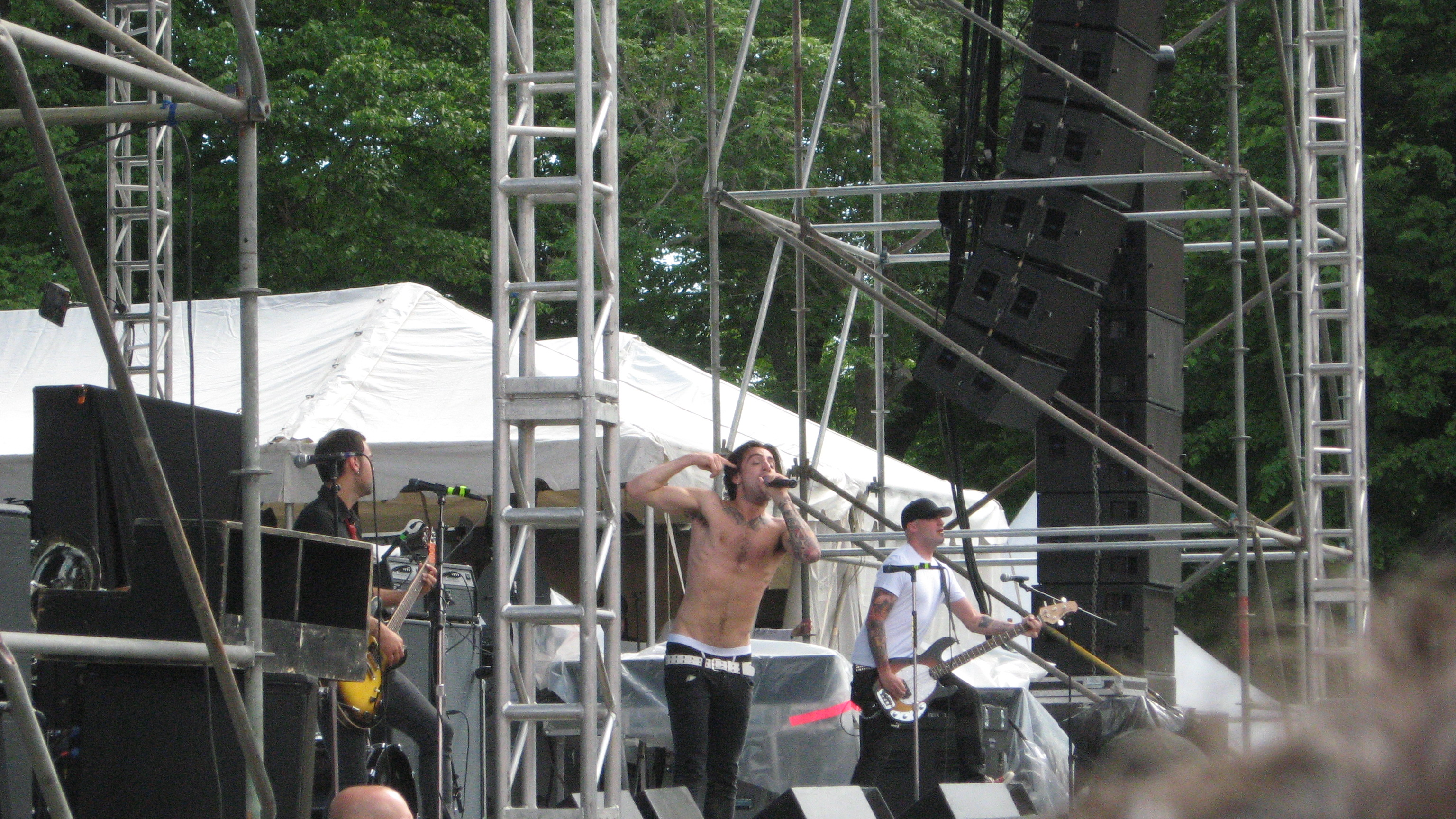
Hedley konsert på Canada Day, 1 juli 2007.

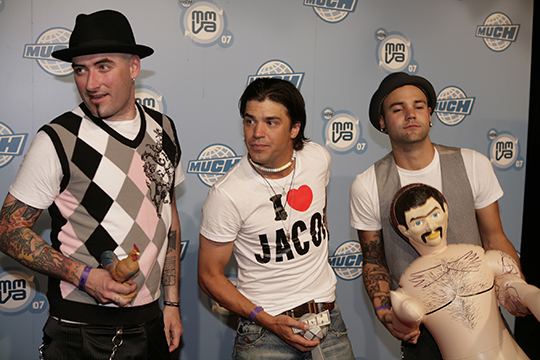
Tommy Mac, Chris Crippin och Dave Rosin under MuchMusic Video Awards 2007, i Toronto.

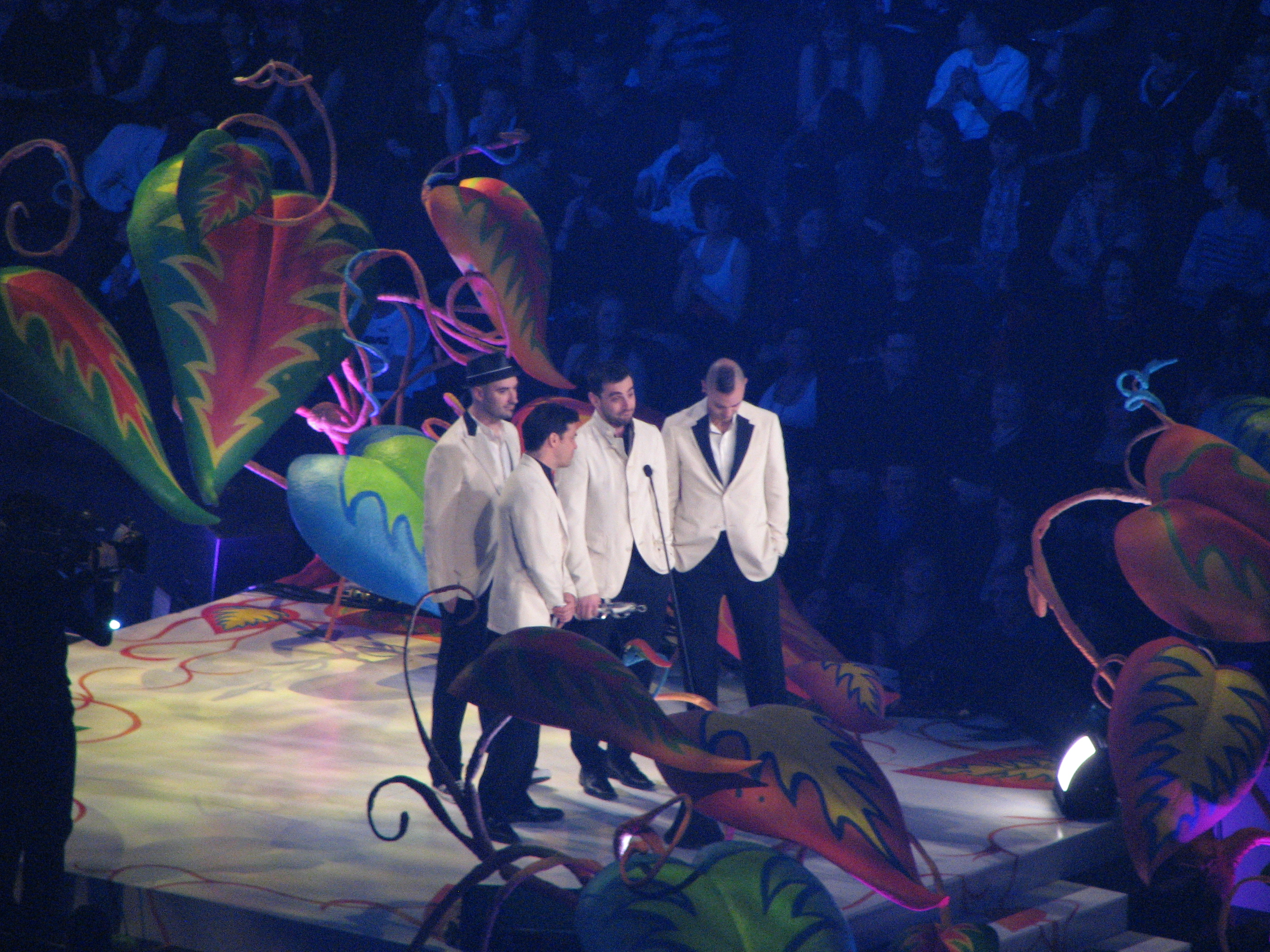
Hedley under Juno Awards 2009 i Vancouver

Hedley är en kanadensiskt rockkvartett kända för sångaren, Jacob Hoggard, som placerade sig på en tredje plats i Canadian Idol 2004. Bandet har kvar originalnamnet från tiden innan Idol, trots att medlemskapen har ändrats. Bandet startades i Abbotsford, British Columbia i Kanada och döptes efter staden Hedley, British Columbia, ett namn de valt efter att ha hört att det var till salu för 346,000 dollar. När idén om att köpa staden gick åt skogen, behöll de namnet. De nuvarande medlemmarna är sångaren Jacob Hoggard, basisten Tom Mac, gitarristen Dave Rosin och trummisen Chris Crippin. Originalbandet slog vad med Hoggard, om 150 dollar, att han inte skulle provsjunga för Canadian Idol. Följt av Hoggards succé i serien, signades han, och ett reformerat Hedley, med Universal Music Canada. Deras debutsingel, "On My Own", från det självbetitlade debutalbumet, nådde nummer ett på den kanadensiska singellistan och uppföljaren, "Trip", nådde plats 11. Singlarna "On My Own", "321", "Trip", och "Gunnin'" toppade MuchMusic Countdown. Deras sista singel från debutalbumet, "Street Fight", lyckades både på MuchMusic Countdown och på de kanadensiska singellistorna. Deras första singel, "She's so Sorry", från deras andra album, Famous Last Words, har nått nummer ett på MuchMusic Countdown. Deras nuvarande singel, "Never To Late", klättrar fortfarande på listorna. De har turnéat med Simple Plan, Faber Drive, MxPx, the Planet Smashers och Idle Sons.

## Medlemmar
Senaste medlemmar
- Jacob Hoggard – sång, gitarr, piano (2003–2018)
- Dave Rosin – gitarr, bakgrundssång (2005–2018)
- Tommy Mac (Thomas McDonald) – basgitarr, bakgrundssång (2005–2018)
- Jay Benison – trummor (2017–2018)

Tidigare medlemmar
- Ryan Federau – gitarr (2003–2005)
- Kevin Giesbrecht – gitarr (2003–2005)
- Kevin Heeres – basgitarr (2003–2005)
- Brandon McKay – trummor (2003–2005)
- Chris Crippin – trummor (2005–2017)

## Diskografi

### Album
- 2005: Hedley (release i Kanada) 2x Platinum
- 2006: Hedley (release i USA)
- 2006: Hedley Platinum Edition
- 2006: Try This At Home DVD
- 2007: Famous Last Words 1x Platinum
- 2009: The Show Must Go
- 2010: Go with the Show
- 2011: Storms

### Singlar
| År   | Titel                             | Listposition | Listposition | Listposition | Listposition | Listposition | Album             |
| År   | Titel                             | KAN Hot 100  | USA Hot 100  | KAN Digital  | KAN Top 40   | KAN Hot AC   | Album             |
| ---- | --------------------------------- | ------------ | ------------ | ------------ | ------------ | ------------ | ----------------- |
| 2005 | "On My Own"                       | 1            | —            | —            | —            | —            | Hedley            |
| 2005 | "Villain" 1                       | —            | —            | —            | —            | —            | Hedley            |
| 2006 | "Trip"                            | 11           | —            | —            | —            | —            | Hedley            |
| 2006 | "321"                             | —            | —            | —            | —            | —            | Hedley            |
| 2006 | "Gunnin'"                         | —            | —            | —            | —            | —            | Hedley            |
| 2006 | "Street Fight"                    | —            | —            | —            | —            | —            | Hedley            |
| 2007 | "She's So Sorry"                  | 50           | —            | 25           | 48           | —            | Famous Last Words |
| 2007 | "For the Nights I Can't Remember" | 6            | —            | 5            | 4            | 1 3          | Famous Last Words |
| 2008 | "Never Too Late" 2                | 12           | —            | 16           | 10           | 13           | Famous Last Words |

- 1: Bara utgiven till kanadensiska mainstream rock radior.
- 2: Nuvarande singel.
- 3: Tillbringade åtta veckor på #1.

### Musikvideor
| År   | Titel                             | Listposition | Album             |
| År   | Titel                             | MuchMusic    | Album             |
| ---- | --------------------------------- | ------------ | ----------------- |
| 2005 | "On My Own"                       | 1            | Hedley            |
| 2006 | "Trip"                            | 1            | Hedley            |
| 2006 | "321"                             | 1            | Hedley            |
| 2006 | "Gunnin'"                         | 1            | Hedley            |
| 2006 | "Street Fight"                    | 18           | Hedley            |
| 2007 | "She's So Sorry"                  | 1            | Famous Last Words |
| 2007 | "For the Nights I Can't Remember" | 1            | Famous Last Words |
| 2008 | "Never Too Late" A                | 15           | Famous Last Words |

- A: Nuvarande video.